# Atentados en Nueva York y Nueva Jersey de 2016
El 17 de septiembre de 2016, se produjo una explosión en el barrio de Chelsea de Manhattan, en la ciudad estadounidense de Nueva York. Un total de al menos 29 personas resultaron heridas, 24 de las cuales tuvieron que ser hospitalizadas. Los oficiales investigadores creen que la causa era una bomba casera. Un segundo dispositivo de este tipo fue descubierto por las autoridades a cuatro manzanas de distancia.
Algo más tarde, el mismo 17 de septiembre, a las 9:30 AM, otra bomba de fabricación casera explotó en un contenedor de basura en Ocean Avenue en Seaside Park, Nueva Jersey. A última hora del 18 de septiembre de 2016, múltiples bombas fueron descubiertas dentro de un paquete sospechoso en una estación de Elizabeth, Nueva Jersey. Una de estas bombas fue detonada durante la investigación policial. Ninguno de los incidentes causó ningún lesionado.
El 19 de septiembre, el FBI identificó a un sospechoso, Ahmad Khan Rahami, como autor de todos los incidentes. Fue capturado horas más tarde en Linden, Nueva Jersey, después de un tiroteo.

## Acontecimientos
La explosión ocurrió en la calle 23 entre la avenida de las Américas (Sexta Avenida) y la Séptima Avenida, en una zona muy concurrida. El Departamento de Bomberos de la Ciudad de Nueva York (FDNY) dijo que la explosión fue reportada en la Calle 23 - 133oeste. La explosión se produjo en la calle, no desde el interior de un edificio; hubo informes diciendo que provenía de una papelera. La explosión "rompió ventanas de una casa de cinco pisos de piedra cobriza", cayendo los trozos a la calle. Los escombros también cayeron ante la Iglesia de St. Vincente de Paul.
Como mínimo 29 personas resultaron heridas, 24 de las cuales ingresaron en los hospitales locales, según el FDNY. Ninguna de las lesiones era con peligro para la vida, según el FDNY, pero una persona resultó seriamente herida . Nueve de los heridos fueron internados en el Bellevue Hospital, incluyendo el individuo herido de gravedad.
El concejal de la ciudad de Nueva York Corey Johnson, quien representa el distrito donde tuvo lugar la explosión, dijo que la explosión se produjo fuera de la casa de 14 pisos, de la " Associated Blind Housing building for blind and visually impaired people" (vivienda para personas ciegas y con discapacidad visual). Newsday describió este edificio como parte del "Selis Manor facility", añadiendo que la explosión ocurrió cerca el "Townhouse Inn" de Chelsea.

### Consecuencias

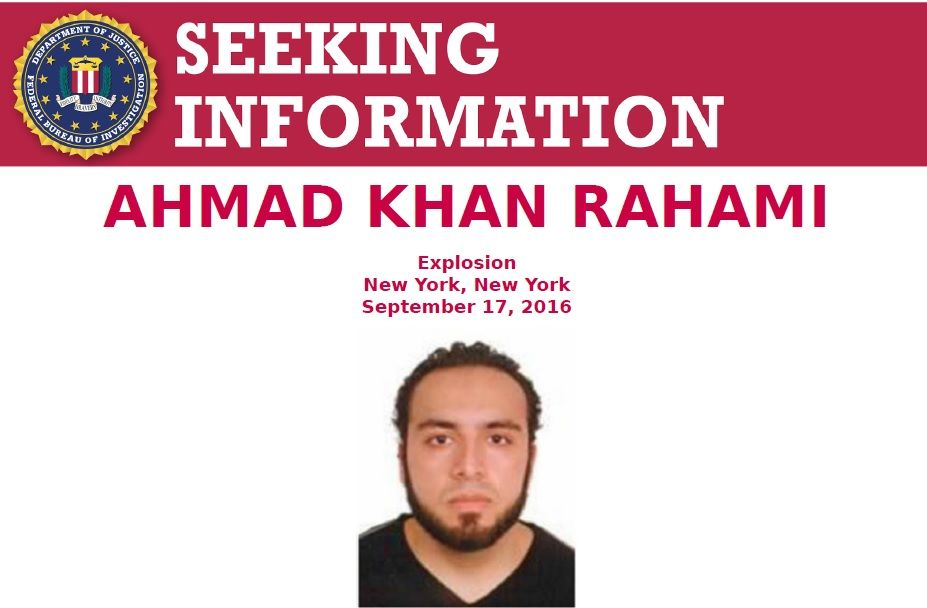
El sospechoso.

La explosión interrumpió el servicio del metro de Nueva York.